# 5α-胆甾烷-3β-醇甲酸酯
5α-胆甾烷-3β-醇甲酸酯是一种有机化合物，化学式为C28H48O2。它可由5α-胆甾烷-3β-醇和二甲基甲酰胺反应得到；在二(三甲基硅基)氨基钾的催化下，甲酸甲酯也可作为甲酰化试剂进行反应。它可以被硼氢化钠-三氟化硼还原为3-甲氧基-5α-胆甾烷。